# Фридрихштадт
Фридрихштадт  (нем. Friedrichstadt) — город в Германии, в земле Шлезвиг-Гольштейн, на реке Айдер неподалёку от её впадения в Северное море.
Входит в состав района Северная Фрисландия. Население составляет 2578 человек (на 31 декабря 2018 года). Занимает площадь 4,03 км². Официальный код — 01 0 54 033.
Официальным языком в населённом пункте, помимо немецкого, является севернофризский.

## История
Фридрихштадт носит имя основавшего его в 1621 году голштинского герцога Фридриха III. Вдохновлённый примером основанного в 1617 г. датчанами Глюкштадта, Фридрих пригласил заселить новооснованный город меннонитов, арминианцев и представителей других религиозных меньшинств Нидерландов. Большинство населения, таким образом, составляли голландцы, оставившие свой национальный отпечаток на облике города.
Фридрих планировал сделать Фридрихштадт конечным пунктом торгового пути, связывающего Восток с Европой по Волге и другим рекам России, в обход Африки. С этой целью 6 ноября 1633 года из Гамбурга в Москву была направлена экспедиция, которую возглавили торговый агент Отто Брюггеманн и советник герцога Филипп Крузиус. Секретарь экспедиции Адам Олеарий оставил ценные записки о России того времени. 